# Superliga (polo masculin)
Superliga este primul eșalon din sistemul competițional de polo din România. 

## Istorie
Cu ocazia zilei marinei, în anul 1924, la Constanța s-a desfășurat prima competiție de polo, cu participarea a 3 echipe. În București, primele echipe au apărut în anul 1929 (TCR și Sportul Studențesc), iar numărul lor a crescut o dată cu darea în folosință a bazinului de la ștrandul Kiseleff (Tineretului). Până în 1931 – Federația Română de Natație a fost constituită la 21 decembrie 1930 – nici nu poate fi vorba de o activitate organizată. Există și astăzi în Romania vechi specialiști care susțin că la primul Campionat European de polo organizat în 1926, la Budapesta, ar fi fost prezentă și o selecționată a tarii noastre. Consultând toate documentele oficiale la premiera acestei competiții, nu am găsit confirmarea necesara. 
Abia în presa vremii din 1928 am putut întâlni o notiță despre un prim joc oficial, la Oradea o reuniune de natație la care participă și sportivi din Arad și Cluj. Aici, se pare pentru prima dată, au participat la jocurile de polo și echipe de juniori. Cu ocazia campionatului național din 1928, de la Cluj, s-a disputat și meciul de polo Cluj - Oradea (scor 3-3), fiind considerat primul joc oficial inter-orașe. 
În 1929, apar în București echipe de polo la TCR și "Sportul Studențesc". Tot în acest an se pun bazele unei competiții tradiționale intercluburi. Pentru prima dată, la campionatul regiunii Muntenia se dispută un meci de polo între TCR I și TCR II. La Cluj, s-a desfășurat un prim meci între două echipe de club: Universitatea-M.S.E. Tg. Mureș 8-6. Iar în 1930, aceeași formație a studenților clujeni spulbera pur și simplu – 12-1 (6-0) – o echipa bucureșteană a T.C.R. – ului. București, Cluj, Oradea, Târgu Mureș și Timisoara – acestea au fost orașele în care au apărut primele echipe de polo, alcătuite în marea majoritate din înotători. În 1932, Universitatea Cluj a întâlnit-o din nou pe M.S.E. Tg. Mureș, învingând-o cu 4-1.
Un Almanah al sporturilor din 1933 ne amintește de prima desfășurare a Campionatelor naționale de natație (înot, polo și sărituri) la Ștrandul Kiseleff (de la Sosea) din București, în zilele de 3,4 si 5 septembrie. La polo, învingătoarei i-a fost atribuit un trofeu denumit „Cupa României”. În prima zi: M.S.E. Tg. Mureș-P.T.T. București 4-1 (3-1) și ILSA Timisoara-C.F.R. București 6-1 (2-0). Surprinzător, în partida cu Sportul studențesc, universitarii clujeni nu s-au prezentat! În ziua următoare, a fost rândul celor de la Sportul studențesc sa forfaiteze în meciul cu poloiștii mureșeni. Asa ca finala a opus în ultima zi a competiției pe M.S.E. Tg. Mureș și pe ILSA. Timișorenii erau jucători tehnici, dar mai lenți si nu s-au putut opune viguroșilor poloiști mureșeni, învingători cu 4-0 (2-0). La M.S.E. jucau pe atunci Szigyarto, Vancea, Schwartz, Henselman, Kovacs, Müller și Daroczi, pe care i-am putut întâlni și printre protagoniștii curselor de înot, iar culorile ILSA-ei au fost aparate de Bader, Molnar, Chefer, Ravasz, Fischer, Lustig și Freund. Final s-a reeditat în anul următor, succesul mureșenilor (3-2) fiind obținut la capătul unei lupte îndârjite.
Literatura de specialitate și Anuarul Sporturilor menționează că au fost declarate campioane naționale următoarele echipe: 1928 - AS Oradea; 1929, 1930, 1931 și 1932 - "Universitatea" Cluj; 1933 - CS Târgu Mureș; 1934, 1935 - CFR București; 1936 - CS Târgu Mureș; 1937 - nu s-a disputat; 1938, 1939 - "Viforul Dacia" București; 1940 - CFR București; 1941, 1942 - nu s-a disputat; 1943 - CFR București; 1944 - nu s-a disputat; 1945 - CS Târgu Mureș.
După 1945, au apărut noi competiții (Cupa României, Cupa Orașelor, Campionatul Național categoria B, turnee de calificare, Campionatul Național pentru juniori etc.) și se adoptă diferite formule perfecționate de disputare a Campionatului Național (meciuri tur-retur, divizie, mai multe serii, turneu final, mai multe tururi, play-off etc). S-a asigurat o activitate competițională internațională mai bogată, atât pentru seniori, cât și pentru juniori. De asemenea, au luat ființă echipe de polo la cluburile puternice din București și din alte orașe. Au fost organizate cursuri de formare și de perfecționare a antrenorilor, ca o preocupare a federației pentru constituirea unui corp valoros de specialiști. După primul curs de arbitri, organizat în 1934, preocuparea pentru pregătirea și perfecționarea acestora a devenit o constantă în activitatea federației. Arbitrii români s-au bucurat de aprecieri și pe plan internațional, un număr însemnat dintre aceștia devenind arbitri internaționali, precum: Cornel Mărculescu, Ioan Drăgan, Nicolae Nicolaescu, Victor Nestor, Radu Timoc, Henri Iacobini, Nelu Blidaru și alții.
Începând din 1946, Campionatul Național s-a desfășurat după toate normele performanței, contribuind la afirmarea unor jucători atât pe plan intern, cât și internațional.
Printre echipele campioane naționale și antrenorii care le-au pregătit se numără: "ILSA" Timișoara (antrenor Gavril Torok) 1946-1949; "Flamura Roșie" Industria Lânei Timișoara (Gavril Torok) 1950-1951; "CCA" București (Adalbert Balint) 1952-1956; "Dinamo" București (Emerich Freund) - 1957; "Dinamo" București (Carol Corcec) 1958-1971; "Rapid" București (Constantin Vasiliu) 1972; "Dinamo" (Anatolie Grințescu) 1973-1974; "Rapid" (Constantin Vasiliu) 1975-1977; "Dinamo" (Iuliu Kapșa) 1978-1980; "Rapid" (Corneliu Rusu și Constantin Vasiliu) 1981; "Dinamo" (I. Kapșa) 1982-1984; "Crișul" Oradea (Ioan Alexandrescu) 1985; "Crișul" Oradea (I. Alexandrescu și Liviu Garofeanu) 1986; "Dinamo" (I. Kapșa) 1987; "Dinamo" (Dinu Popescu) 1988-1990; "Steaua" (Viorel Rus) 1991-1995; "Dinamo" (Liviu Răducanu) 1996-1997; "Dinamo" (Liviu Răducanu) 1998-2000. După anul 2000, au mai fost campioane naționale: "Rapid" București (4 titluri - 2000-2004), "Steaua" București (două titluri - 2004-2006), CSM Digi Oradea (9 titluri - 2006-2015) și, din nou, "Steaua" București (8 titluri - 2016-2024).

## Format
În competiție participă opt echipe. Campioana va juca în Liga Campionilor.
Faza inaugurală a campionatului se va desfășura sub formă de etape simple, săptămânale, rezultând 14 meciuri pentru fiecare protagonistă. Startul se va da în octombrie anul curent. Prima etapă din retur va avea loc în decembrie, după care competiția se va întrerupe, urmând să fie reluată în Februarie. Primele patru clasate la încheierea ultimei etape din faza inaugurală avansează în principala grupă valorică. Celelalte patru vor continua în grupa valorică inferioară. 
Faza a 2-a se va desfășura sub formă de patru turnee a câte patru echipe. Se va juca pe sistemul fiecare cu fiecare. Cele patru turnee se vor desfășura în săptămâni consecutive, pe parcursul lunii aprilie. Locurile 1 și 2 la încheierea fazei a 2-a în principala grupă valorică se califică direct în semifinale. Locurile 3 și 4 din principala grupă valorică, alături de primele două clasate în grupa valorică inferioară, vor juca în sferturile de finală, în sistem dublă manșă, în prima jumătate a lunii Mai.
Urmează apoi semifinalele, programate a se desfășura pe sistemul cel mai bun din cinci partide. Acestea se vor desfășura în perioada mai – iunie. Finala campionatului, precum și finala mică, se vor juca pe sistemul cel mai bun din cinci partide. Acestea se vor desfășura în a doua perioadă din iunie.
Cupa României la polo pe apă – se va desfășura în ianuarie. Locația urmează să fie stabilită. Sistemul competițional prevede alcătuirea a două grupe de câte patru echipe, fiecare având câte un cap de serie, celelalte echipe urmând să fie repartizate în cele două grupe prin tragere la sorți.

## Echipe
- Crișul Oradea
- CSM Oradea
- Dinamo București
- Hello Sport
- Politehnica Cluj
- Rapid București
- Sportul Studențesc
- Steaua București

## Campionii pe sezoane
- 1928  AS Oradea
- 1929  Universitatea Cluj
- 1930  Universitatea Cluj (2)
- 1931  Universitatea Cluj (3)
- 1932  Universitatea Cluj (4)
- 1933  Târgu Mures
- 1934  CFR București
- 1935  CFR București (2)
- 1936  Târgu Mures (2)
- 1937 Nu a avut loc
- 1938  Viforul Dacia
- 1939  Viforul Dacia
- 1940  CFR București (3)
- 1941–42 Nu a avut loc din cauza al Doilea Război Mondial
- 1943  CFR București (4)
- 1944 Nu a avut loc din cauza al Doilea Război Mondial
- 1945  Târgu Mures (3)
- 1946  ILSA Timișoara
- 1947  ILSA Timișoara (2)
- 1948  ILSA Timișoara (3)
- 1949  ILSA Timișoara (4)
- 1950  ILSA Timișoara (5)
- 1951  ILSA Timișoara (6)
- 1952  CCA București
- 1953  CCA București (2)
- 1954  CCA București (3)
- 1955  CCA București (4)
- 1956  CCA București (5)
- 1957  Dinamo București
- 1958  Dinamo București (2)
- 1959  Dinamo București (3)
- 1960  Dinamo București (4)
- 1961  Dinamo București (5)
- 1962  Dinamo București (6)
- 1963  Dinamo București (7)
- 1964  Dinamo București (8)
- 1965  Dinamo București (9)
- 1966  Dinamo București (10)
- 1967  Dinamo București (11)
- 1968  Dinamo București (12)
- 1969  Dinamo București (13)
- 1970  Dinamo București (14)
- 1971  Dinamo București (15)
- 1972  Rapid București (5)
- 1973  Dinamo București (16)
- 1974  Dinamo București (17)
- 1975  Rapid București (6)
- 1976  Rapid București (7)
- 1977  Rapid București (8)
- 1978  Dinamo București (18)
- 1979  Dinamo București (19)
- 1980  Dinamo București (20)
- 1981  Rapid București (9)
- 1982  Dinamo București (21)
- 1983  Dinamo București (22)
- 1984  Dinamo București (23)
- 1985  Crișul Oradea
- 1986  Crișul Oradea (2)
- 1987  Dinamo București (24)
- 1988  Dinamo București (25)
- 1989  Dinamo București (26)
- 1990  Dinamo București (27)
- 1990-91  Steaua București (6)
- 1991-92  Steaua București (7)
- 1992-93  Steaua București (8)
- 1993-94  Steaua București (9)
- 1994-95  Steaua București (10)
- 1995-96  Dinamo București (28)
- 1996-97  Dinamo București (29)
- 1997-98  Dinamo București (30)
- 1998-99  Dinamo București (31)
- 1999-00  Dinamo București (32)
- 2000-01  Rapid București (10)
- 2001-02  Rapid București (11)
- 2002-03  Rapid București (12)
- 2003-04  Rapid București (13)
- 2004-05  Steaua București (11)
- 2005-06  Steaua București (12)
- 2006-07  CSM Digi Oradea
- 2007-08  CSM Digi Oradea (2)
- 2008-09  CSM Digi Oradea (3)
- 2009-10  CSM Digi Oradea (4)
- 2010-11  CSM Digi Oradea (5)
- 2011-12  CSM Digi Oradea (6)
- 2012-13  CSM Digi Oradea (7)
- 2013-14  CSM Digi Oradea (8)
- 2014-15  CSM Digi Oradea (9)
- 2015-16  Steaua București (13)
- 2016-17  Steaua București (14)
- 2017-18  Steaua București (15)
- 2018-19  Steaua București (16)
- 2019-20 Neacordat din cauza Covid-19
- 2020-21  Steaua București (17)
- 2021-22  Steaua București (18)
- 2022-23  Steaua București (19)
- 2023-24  Steaua București (20)[5]
- 2024-25  CSM Oradea (10)

## Campionii după club
Actualizat mai 2025.
| Club               | Titluri | Anii câștigători |
| ------------------ | ------- | --- |
| Dinamo București   | 32      | 1957, 1958, 1959, 1960, 1961, 1962, 1963, 1964, 1965, 1966, 1967, 1968, 1969, 1970, 1971, 1973, 1974, 1978, 1979, 1980, 1982, 1983, 1984, 1987, 1988, 1989, 1990, 1995-96, 1996-97, 1997-98, 1998-99, 1999-00 |
| Steaua București   | 20      | 1952, 1953, 1954, 1955, 1956, 1990-91, 1991-92, 1992-93, 1993-94, 1994-95, 2004-05, 2005-06, 2015-16, 2016-17, 2017-18, 2018-19, 2020-21, 2021-22, 2022-23, 2023-24                                           |
| Rapid București    | 13      | 1934, 1935, 1940, 1943, 1972, 1975, 1976, 1977, 1981, 2000-01, 2001-02, 2002-03, 2003-04, |
| CSM Oradea         | 10      | 2006-07, 2007-08, 2008-09, 2009-10, 2010-11, 2011-12, 2012-13, 2013-14, 2014-15, 2024-25 |
| ILSA Timișoara     | 6       | 1946, 1947, 1948, 1949, 1950, 1951, |
| Universitatea Cluj | 4       | 1929, 1930, 1931, 1932 |
| Târgu Mureș        | 3       | 1933, 1936, 1945 |
| Crișul Oradea      | 2       | 1985, 1986 |
| Viforul Dacia      | 2       | 1938, 1939 |
| AS Oradea          | 1       | 1928 |

## După orașe
| Oraș        | Titluri | Cluburi câștigătoare                                    |
| ----------- | ------- | ------------------------------------------------------- |
| București   | 67      | Dinamo (32), Steaua (20), Rapid (13), Viforul Dacia (2) |
| Oradea      | 13      | CSM (10), Crișul (2), AS (1)                            |
| Timișoara   | 6       | ILSA (6)                                                |
| Cluj-Napoca | 4       | Universitatea (4)                                       |
| Târgu Mureș | 3       | CS (3)                                                  |